# Bertha (Minnesota)
Bertha és una població dels Estats Units a l'estat de Minnesota. Segons el cens del 2000 tenia 470 habitants.

## Demografia
Segons el cens del 2000, Bertha tenia 470 habitants, 211 habitatges, i 128 famílies. La densitat de població era de 176,2 habitants per km².
Dels 211 habitatges en un 26,5% hi vivien nens de menys de 18 anys, en un 49,8% hi vivien parelles casades, en un 9% dones solteres, i en un 38,9% no eren unitats familiars. En el 33,6% dels habitatges hi vivien persones soles el 24,2% de les quals corresponia a persones de 65 anys o més que vivien soles. El nombre mitjà de persones vivint en cada habitatge era de 2,23 i el nombre mitjà de persones que vivien en cada família era de 2,84.
Per edats la població es repartia de la següent manera: un 23,8% tenia menys de 18 anys, un 8,3% entre 18 i 24, un 21,1% entre 25 i 44, un 22,1% de 45 a 60 i un 24,7% 65 anys o més.
L'edat mediana era de 43 anys. Per cada 100 dones de 18 o més anys hi havia 78,1 homes.
La renda mediana per habitatge era de 22.625 $ i la renda mediana per família de 32.708 $. Els homes tenien una renda mediana de 28.125 $ mentre que les dones 20.536 $. La renda per capita de la població era de 14.171 $. Entorn del 13,2% de les famílies i el 16,1% de la població estaven per davall del llindar de pobresa.

## Poblacions més properes
El següent diagrama mostra les poblacions més properes.